# Yvor Winters
Arthur Yvor Winters né le 17 octobre 1900 à Chicago et mort le 25 janvier 1968 à Palo Alto, (Californie), est un poète, critique et enseignant américain, qui a participé aux grands mouvements poétiques du XXe siècle. Sa critique remet en cause l’estime unanime pour les auteurs américains des époques moderne et romantique et fait connaitre des poètes négligés. Il estime que la poésie, en plus de son aspect artistique, devrait être évaluée pour son contenu moral et intellectuel.

## Biographie
Yvor Winters est né à Chicago, mais grandit à Eagle Rock, près de Pasadena en Californie.
En 1917-1918, il intègre l'université de Chicago, où il continue à se familiariser avec la poésie contemporaine, en particulier celle de Robert Bridges, Wallace Stevens et des imagistes, et se joint au club de poésie avec Glenway Wescott (en), Elizabeth Madox Roberts (en), Monroe Wheeler (en) et Janet Lewis — qu'il épouse en 1926 —. Il y rencontre également Harriet Monroe, dont les nombreux contacts lui permettent d'établir des liens avec d'autres poètes, tels que Marianne Moore.
Fin 1918, Winters est diagnostiqué de la tuberculose. Il est envoyé dans un sanatorium à Santa Fe, au Nouveau-Mexique (Janet Lewis également atteinte séjourne dans la même institution). En raison de l'isolement forcé, il a tout le temps de lire la poésie contemporaine et découvre alors le mouvement de Santa Fe et la culture indienne autochtone.
Après son départ du sanatorium en 1921 et la publication de ses premiers poèmes, il vit et travaille pendant deux ans comme instituteur dans des villes minières du Nouveau-Mexique où les terribles conditions de vie des travailleurs de ces communautés et l'anarchie qui en résultait l'ont considérablement affecté. Puis en 1923 il entre à l'université du Colorado, où il obtient un master en langues romanes en 1925. Il enseigne ensuite les langues pendant deux ans à l'université de l'Idaho.
En 1927, il entre à l'université Stanford pour ses études de doctorat. Il devient instructeur l'année suivante et obtient son doctorat en 1934 : il reste à Stanford jusqu'à sa retraite en 1966, devenant professeur assistant en 1937, professeur associé en 1941, professeur titulaire en 1949 et boursier Guggenheim en 1961,.
Les cours lui permettent d'acquérir une plus grande connaissance des vers traditionnels anglais. Il y rencontre le flamboyant Hart Crane. Sa poésie change, il abandonne l'imagisme et le vers libre pour se tourner vers une métrique et des rimes anglaises traditionnelles.

## Idées
Ses recherches sur les poètes lyriques en anglais aboutissent à un essai publié en 1939 The 16th Century Lyric in English, dans lequel il fait valoir que par leur style simple, George Gascoigne, Barnabe Googe (poésie pastorale) ou George Turberville sont de dignes concurrents du style pétrarquiste orné des poètes de la Renaissance anglaise, Philip Sidney ou Edmund Spenser.
Les vingt années suivantes sont marquées par ses études critiques et polémiques sur la poésie et le roman américain. Au début des années 1930, un événement crucial établit le ton et l'orientation de sa carrière : l'affaire David Lamson, un employé des Presses de l'université Stanford reconnu coupable du meurtre de sa femme, sur la base de preuves circonstancielles et d'une atmosphère judiciaire sous influence.
Winters s'est joint au comité de défense formé pour aider à innocenter David Lamson, qui a finalement été blanchi.
Bien que Winters ait été tout au long de sa vie un partisan d'organisations telles que l'Union américaine pour les libertés civiles (ACLU) et la National Association for the Advancement of Colored People (NAACP) et un opposant à l'enfermement dans des camps de concentration des Nippo-Américains dans les années 1940, l'affaire Lamson fut la seule occasion où il s'engagea publiquement pour une cause. Winters a dénoncé l'arrogance du monde académique et ses prétentions à la connaissance absolue et souligné l'emprise fragile de la raison dans les affaires humaines ainsi que les préjugés de la machine juridique.
Après l'affaire Lamson, Winters est demeuré un ardent défenseur du jugement rationnel en matière de vie et d'art ;
une position qu'il a défendue dans ses travaux critiques de la fin des années 1930 et du début des années 1940.
Après un examen approfondi de la littérature américaine, passée et présente, trois ouvrages ont été rassemblés en un seul volume sous le titre révélateur de In Defense of Reason (1947).

Dans le premier, Primitivisme et décadence (1937), Winters poursuit ses études antérieures sur l'imagisme et le vers libre ; pourtant, malgré son analyse approfondie et dans une certaine mesure empathique de l'expérimentation contemporaine, il conclut que « le mètre expérimental perd le cadre rationnel qui seul donne à ses variations la précision de la perception vraie ».

Le deuxième livre, Maule's Curse (1938), passe en revue les grands auteurs de la tradition américaine : Ralph Waldo Emerson, Nathaniel Hawthorne, James Fenimore Cooper, Herman Melville, Edgar Allan Poe, Emily Dickinson et Henry James - s'attaquant particulièrement à ce qu'il considère comme leur adhésion au principe romantique de prendre les impulsions ou les émotions comme guide par excellence des activités humaines.

Le troisième, The Anatomy of Nonsense (1943), est également une critique de la poésie contemporaine, se concentrant sur ce qu'il considérait comme les idées moralement contraignantes de Wallace Stevens, T.S. Eliot et John Crowe Ransom.

## Poésie
Avec ses Collected Poems (1952 ; édition révisée, 1960), il reçoit le prix Bollingen de poésie en 1960. Le recueil de poèmes révisé, écrit Winters en 1960, « représente une sorte de définition par l'exemple du style que j'essaie d'obtenir depuis trente ans ». Un aspect important de ce style est l'habileté de Winters à manipuler les métriques, un sujet qu'il aborde dans The Audible Reading of Poetry, un chapitre de son quatrième livre de critique, The Function of Criticism (1957). L'éventail des sujets abordés dans ses poèmes est large ; outre des poèmes sur l'affaire Lamson, les événements universitaires, la vie pendant la guerre, il y a des épigrammes en style clair, y compris un poème acerbe de deux lignes à Saint Herman Melville, et plusieurs poèmes de Californie où une description précise du paysage s'oriente vers une déclaration morale.

## Enseignement
On Teaching the Young résume peut-être le mieux son expérience de l'enseignement de la poésie et de son écriture, qu'il considérait comme un métier exigeant et sévère, avec pour seule récompense, une « froide certitude » soutenue par les poètes traditionnels depuis des siècles.
Ce poème incarne également ses énoncés théoriques sur la poésie. Un poème, écrit-il dans l' avant-propos à In Defense of Reason, « est une déclaration en mots sur une expérience humaine ». Bien que beaucoup soient d'accord avec une telle formulation, sa définition du poète dans Primitivisme et Décadence est typique : « le poète, en s'efforçant d'atteindre un idéal de forme poétique auquel il est parvenu par l'étude d'autres poètes, s'efforce à perfectionner une attitude morale envers l'éventail d'expériences dont il est conscient ».
Les derniers ouvrages, Forms of Discovery (1967), un recueil d'essais sur les formes du court poème en anglais, et Quest for Reality (1969, publié avec Kenneth Fields), une anthologie de courts poèmes, sont des recherches et des critiques associées. Les deux ouvrages célèbrent ce que Winters considérait comme les deux grandes époques de la poésie anglaise - les XVIe et XVIIe siècles (de Thomas Wyatt à John Dryden) et la fin des XIXe et XXe siècles. Cette anthologie contient de nombreuses surprises et omissions, car Winters et Fields excluent tous les poètes romantiques et victoriens du XVIIIe siècle, à l'exception de Charles Churchill.
Sont inclus Thomas Hardy, Robert Bridges, Thomas Sturge Moore, Elizabeth Daryush, Thom Gunn et, aux États-Unis, des poètes relativement peu connus comme Jones Very et Frederick Tuckerman (en) au XIXe siècle et Adelaide Crapsey, Mina Loy, Janet Lewis, J.V. Cunningham (en) et Edgar Bowers (en) au XXe.
Certains poèmes d'Emily Dickinson et Wallace Stevens sont acceptés avec quelques réserves, en raison de leur tendance à se fier à des détails sensuels non développés. Il n'y a pas de poèmes de T.S. Eliot, Ezra Pound, Hart Crane ou Marianne Moore. Forms of Discovery défend ces choix. La raison pour laquelle Winters a omis la majeure partie des poètes établis des XVIIIe et XIXe siècles est l'un des aspects les plus controversés de sa carrière. Il fait valoir que la grande majorité des poètes qu'il a exclus étaient imprégnés d'une esthétique romantique fondée sur l'hypothèse erronée que puisque toutes les idées venaient des perceptions sensorielles, alors toutes les idées de la poésie pouvaient être exprimées par des perceptions sensorielles. Le jeune Winters peut accepter cette hypothèse, mais pas le Winters de la maturité. Ce n'est que dans l'« association contrôlée » de poèmes aussi puissants que Sunday Morning de Stevens ou la méthode post-symboliste d'Emily Dickinson qu'il trouve que la perception des sens et le concept se rejoignent avec succès,.
Parmi ses élèves à Stanford se trouvaient de jeunes poètes, dont Thom Gunn, Robert Pinsky, Philip Levine, Donald Hall et Robert Hass. Beaucoup étaient en désaccord avec ses théories sur la poésie, mais étaient stimulés par son style passionné d'enseignement.

## Œuvre

### Poésie
- The early poems, 1920-1928
- Collected poems
- Quest for reality; an anthology of short poems in English by Yvor Winters
- Poets of the Pacific

### Correspondance
- Correspondance with Hart Crane

### Critique et analyse
- American poetry : the twentieth century
- The anatomy of nonsense
- In Defense of Reason. Primitivism and decadence: a study of American experimental poetry
- The function of criticism; problems and exercises
- Maule's curse: seven studies in the history of American obscurantism. The anatomy of nonsense. The significance of The bridge by Hart Crane, or What are we to think of Professor X?
- Edwin Arlington Robinson
- The poetry of W.B. Yeats